# مدينة الملك فهد العسكرية
مدينة الملك فهد العسكرية، أنشئت في المنطقة الشرقية، وافتتحها وزير الدفاع والطيران والمفتش العام الأمير سلطان بن عبد العزيز في عام 1409هـ - 1988.